# Sgùrr na Lapaich
Der Sgùrr na Lapaich ist ein 1.150 m (3.773 ft) hoher Berg in den schottischen Highlands. Der gälische Name des als Munro eingestuften Gipfels bedeutet etwa Felsige Spitze des Sumpfs.
Er ist Teil einer sich in Ost-West-Richtung erstreckenden Bergkette zwischen dem südlich gelegenen Loch Mullardoch und dem nördlich im Glen Strathfarrar liegenden Loch Monar, die insgesamt vier Munros aufweist. Der Sgùrr na Lapaich ist der vierthöchste Berg nördlich des Great Glen, der höchste Gipfel der Kette und aufgrund seiner großen Schartenhöhe eine vor allem von Osten in weitem Umkreis bis hin zum Moray Firth sichtbare Landmarke. 
Er weist mehrere lange Grate und einen felsigen Gipfelaufbau auf. Mit dem südöstlich benachbarten Munro, dem 993 m (3.258 ft) hohen Càrn nan Gobhar, ist er über einen im Gipfelbereich noch felsigen und steilen, dann sich breit und flacher bis zum 791 Meter hohen Sattel des Bealach na Cloiche Duibhe absenkenden Grat verbunden. Südlich dieses Sattels liegt der kleine Loch Tuill Bhearnach. Nach Westen verläuft ein Grat bis zum 820 Meter hohen Bealach Toll an Lochain, an den sich der 1.129 m (3.704 ft) hohe Gipfel des An Riabhachan anschließt. Auch nach Nordwesten und Süden weist der Sgùrr na Lapaich steile Grate auf. Nach Süden endet der Grat im 1093 Meter hohen Vorgipfel des Sgùrr nan Clachan Geala und spaltet sich in zwei Grate nach Südosten und Süden auf. Letzterer endet im 791 Meter hohen, direkt über Loch Mullardoch aufragenden Mullach a’ Ghlas-thuil, nach Südosten ist der Grat deutlich kürzer und fällt felsig und steil südlich des Loch Tuill Bhearnach ab. In den steilen Karen des Gipfels liegen weitere kleine Seen, so im Nordwesten Loch Mòr.

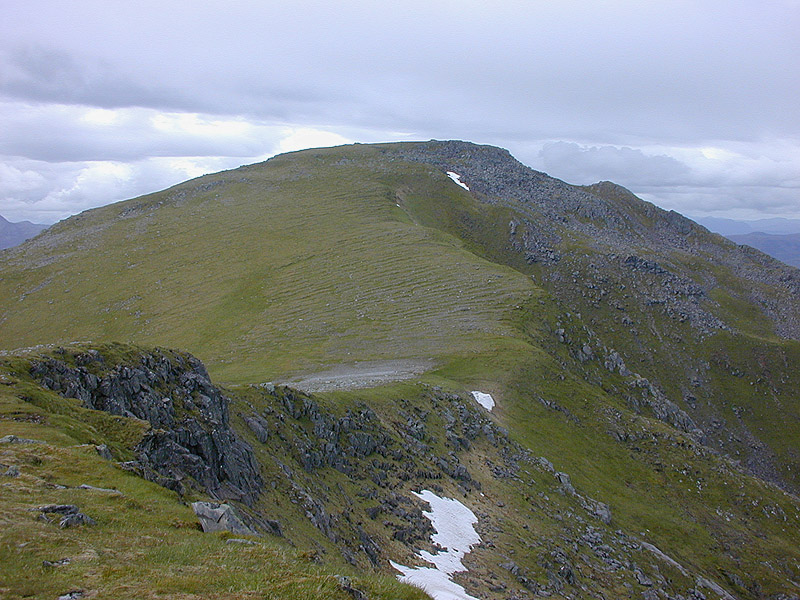
Der Gipfel des Sgùrr na Lapaich vom südlichen Vorgipfel Sgùrr nan Clachan Geala aus gesehen
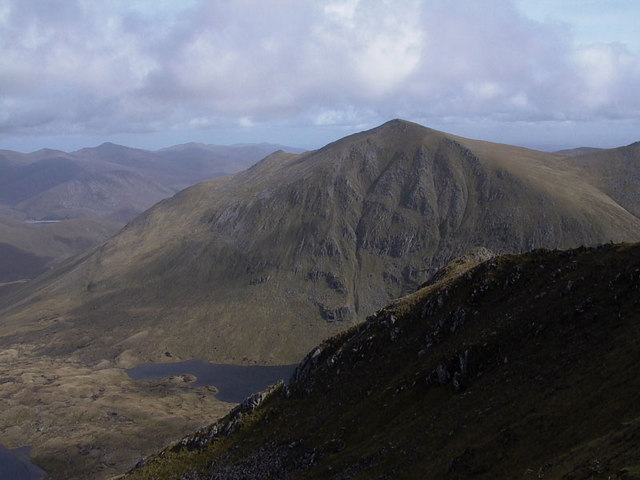
Die Westflanke des Sgùrr na Lapaich mit Loch Mòr
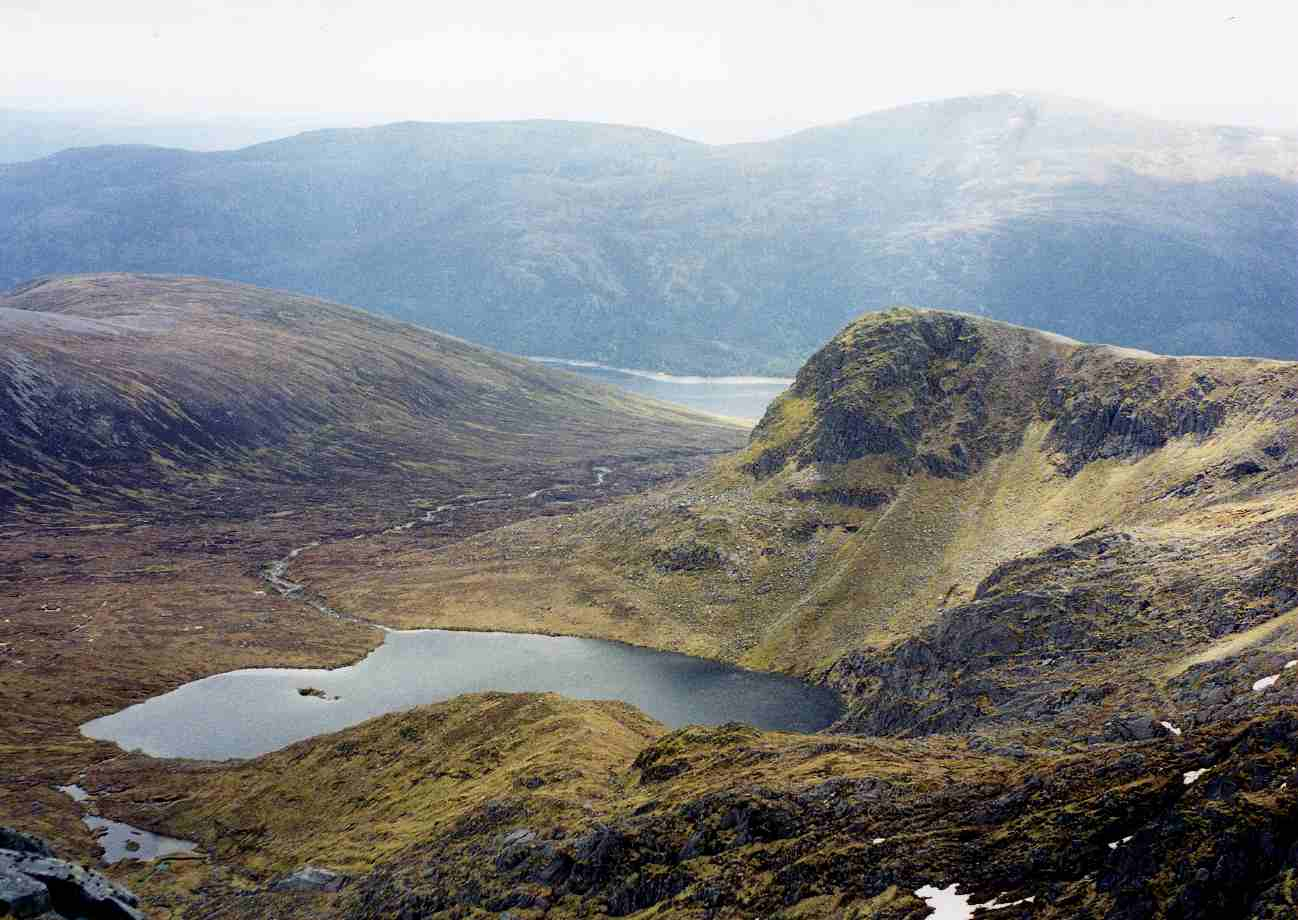
Blick vom Gipfel nach Südosten auf Loch Tuill Bhearnach, im Hintergrund Loch Mullardoch
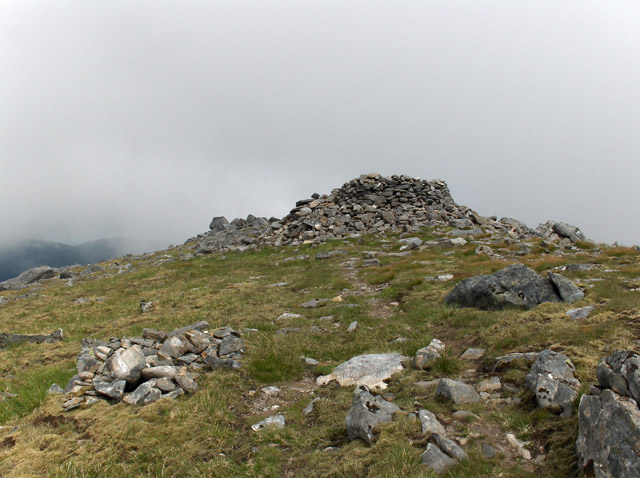
Der Cairn auf dem Gipfel des Sgùrr na Lapaich

Erreichbar ist der Gipfel zum einen von Süden, wo das Ende der schmalen, von Cannich kommenden Straße an der Staumauer von Loch Mullardoch der Ausgangspunkt ist. Die meisten Munro-Bagger besteigen den Berg im Zuge einer Rundtour über alle vier Munros der Bergkette, beginnend mit dem Càrn nan Gobhar und weiter über den Südostgrat des Sgùrr na Lapaich. Zum anderen kann der Berg auch aus dem nördlich liegenden Glen Strathfarrar bestiegen werden, Ausgangspunkt ist hier das Straßenende östlich von Loch Monar, der Zustieg führt über den nach Nordosten auslaufenden Grat. 